# 鄧慧詩
鄧慧詩（英語：Audrey Winsome，1961年1月14日—），香港電台DJ，現開設自己的公關及娛樂製作公司及出任港台中文台顧問。
鄧慧詩畢業於中華基督教會基法小學和英華女學校，在當時的香港浸會學院傳理系畢業，主修公共關係及廣告。她在中七時向當時的香港電台中文台長吳錫輝自薦，成功得到受訓練的機會，畢業後正式成為DJ。她亦曾在華納唱片擔任國際市場部總經理（當時是1989年3、4月）及新城電台高級公關經理（當時是1992至99年4月），1999年4月1日離開新城電台轉戰商界發展。鄧慧詩在港台中文台主持節目曾有《SUNDAY 任我行》（接替當時離世的原任主持陳任，離職後由陳少寶接任至2024年節目結束）及 現時主要主持星期二晚的《恬淡情懷》。
鄧慧詩曾經演出麗的電視劇《IQ成熟時》， 在圈中朋友有顏福偉。
鄧慧詩於2016-17年度擔任「微笑企業」和「微笑員工」的首席評審委員，並頒獎予港澳地區多個於微笑服務表現優異的企業及員工。

## 演出作品

### 電視
- 1981年：麗的電視（亞視前身）《I.Q.成熟時》 飾 許洵麗（細細粒／阿Cat）
- 2002年：香港電台《浮生綠影：嫁個香港人》 飾 姑姐

### 電影
- 1984年 《緣份》 黃泰來導演，由張國榮主演。
- 1988年 《龍虎智多星》 陳勳奇導演。

## 新聞
1989年正與鄧慧詩分居的丈夫突然到她家中，將她屋內的一名男性同業後輩打傷，這宗桃色糾紛使得她的事業陷入低潮。
2003年張國榮去世後，鄧慧詩向傳媒透露曾與張國榮在1981年拍拖，關係維持了9個月，她與張國榮在港台節目《青春交響曲》活動上認識。鄧慧詩向傳媒披露關係後，被張國榮的歌迷抨擊，指她只是為了得到見報機會才這樣說。此後，鄧慧詩也沒有提這段往事。
2005年1月5日，有人在九龍城兩處地方以紅油塗鴉，指鄧慧詩「不是」，警方將案件列作投訴滋擾處理。鄧慧詩指是一位精神有問題的愛好者所做。
政治立場：
2019年7月1日，鄧慧詩出席撐警（香港警察）大會

## 外部連結
- 鄧慧詩的Facebook專頁
- 鄧慧詩桃色糾紛毀前途 （页面存档备份，存于）
- 張國榮生命中第四個女友曝光 （页面存档备份，存于）
- (前)DJ鄧慧詩，被一位有問題的FANS說不是。
- 香港電台節目《恬淡情懷》 （页面存档备份，存于）